# Ákos Németh

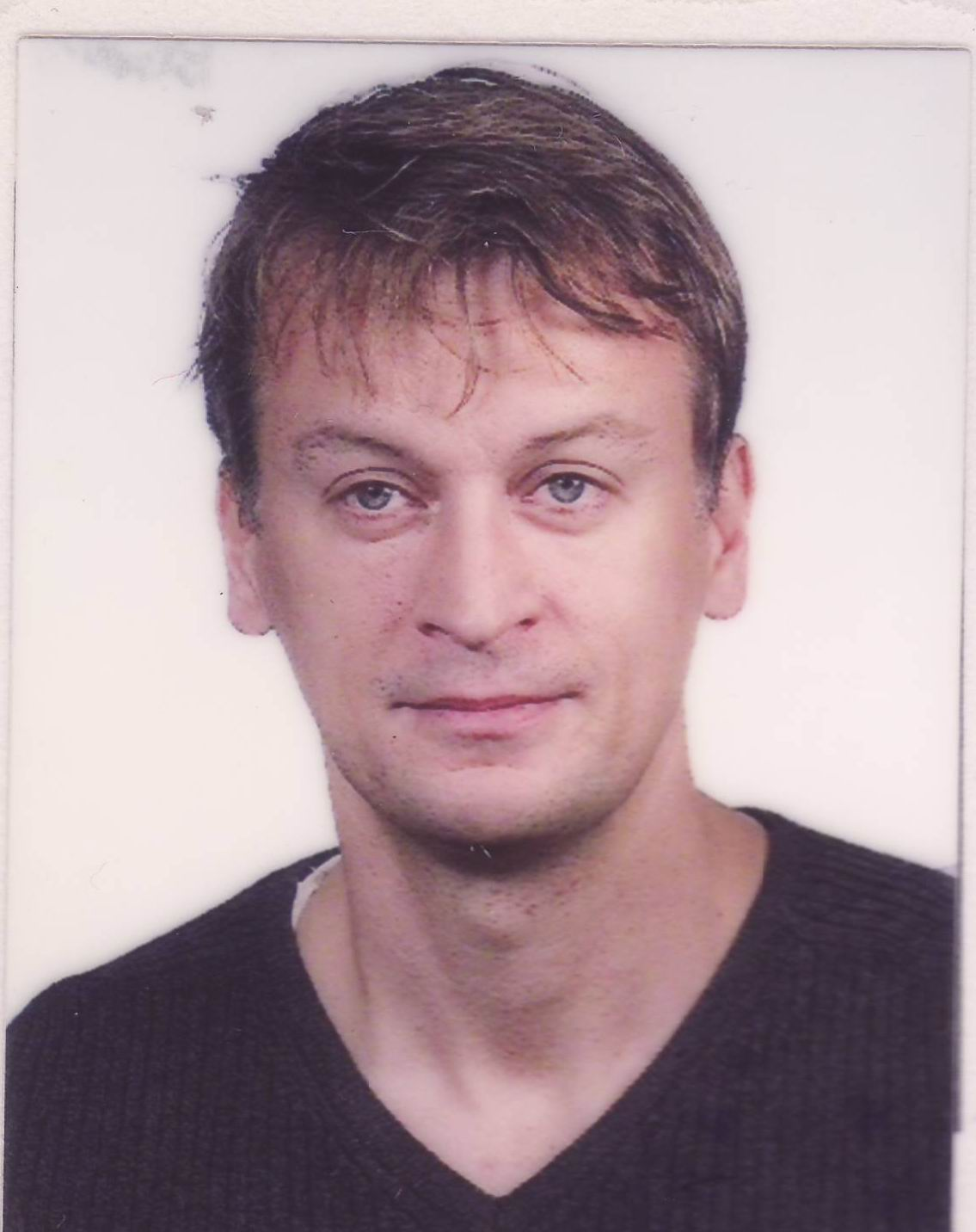
Ákos Németh, 2013

Ákos Németh (* 18. Juli 1964 in Székesfehérvár, Ungarn) ist ein ungarischer Schriftsteller, Dramatiker und Regisseur. Die rund 20 von ihm veröffentlichten Stücke wurden in mehrere Sprachen übersetzt und im Ausland aufgeführt oder herausgegeben.

## Leben
Nach seinem Abschluss an der Loránd-Eötvös-Universität 1988 wechselte er an die Universität für Theater- und Filmkunst in Budapest.
Von 2002 bis 2014 war er künstlerischer Berater beim Festival Neue Stücke aus Europa in Wiesbaden (früher: Bonner Biennale) mit Tankred Dorst, Biljana Sribljanovic, Mark Ravenhill, Bernhard Studlar und anderen.
Er ist vor allem Autor von Theaterstücken, aber auch von Kurzgeschichten. Seine frühere bekannteste Werke sind Die Müllers Tänzer (1988), ein Theaterstück, dessen Uraufführung (Katona-József-Theater, Budapest, 1992) zum 2. Festival Union of the Theaters of Europe eingeladen war (Deutsche UA Landestheater Schwaben 2005 R: Walter Weyers), Julia und ihr Leutnant (Deutsche UA. Deutschlandradio, Berlin 1996 R: Peter Groeger, bzw. Freie Kammerspiele Magdeburg, 1997 R: Hermann Schein) (1989) Neben zahlreichen anderen Auszeichnungen erhielt Németh 2008 den Attila-József-Preis (den wichtigsten Literaturpreis in Ungarn) für ihr dramatisches Gesamtwerk.
Seine Stücke werden in zahlreichen Ländern aufgeführt, von Berlin über das National Theatre in London, The Repertory Theatre Birmingham und TNS Strasbourg bis hin zu New York. Heute lebt er in Budapest.

## Veröffentlichte Werke (Auswahl)

### Auf Deutsch
- Müllers Tänzer (Übersetzung: Mária Szilágyi, Alexander Stillmark) in Neue Theaterstücke aus Ungarn, 1999[9]
- Julia und ihr Leutnant (Übersetzung: Mária Szilágyi, Alexander Stillmark) in Theater heute, 07 1997, Berlin[10]

### Auf Englisch, Französisch, Polnisch, Bulgarisch, Slowakisch, Kroatisch
- Mullers dancers (Übersetzung: Daniel Mornin, Pálma Melis) in Hungarian plays, Nick Hern Books, London UK1996[11]
- La Troupe Muller (Details, Übersetzung: Marc Martin[12]) in Climats. Théâtre hongrois d'une fin de siècle à l'autre, 1901-2001, Maison Antoine Vitez, Montpellier, Frankreich 2001[13]
- Julia i nejnijam lejtenant (Übersetzung: Gabriella Hadzsikosztova), in Panorama, Szvremenen ungarszki tyeatr, Almanah za csuzsdesztranna literatura, Sofia, Bulgarien, 2003
- Car thieves (Übersetzung: Ché Walker, David Evans), Oberon Books, London, UK 2004[14]
- Júlia i njezin poručnik (Übersetzung: Curkovic Franciska) in: Nova mađarska drama Zagreb, Kroatien 2005[15]
- Müllerovi tanečníci (Übersetzung: Zuzana Havlíkova) in Maďarská dráma, Bratislava, Slowakei 2007
- Dewiacja (Übersetzung: Jolanta Jarmołowicz) in Kolizje -Antologia nowego dramatu węgierskiego, Krakau, Polen 2010[16]
- The Web Emporium (Übersetzung: Eugene Brogyani) in New theatre plays from Europe & South America for young people aged 11–15, Vol. I. Druckhaus Köthen, Berlin 2011
- The Purse (Übersetzung: Eugene Brogyani) in New theatre plays from Europe & South America for young people aged 11–15, Vol. II. Druckhaus Köthen, Berlin 2013
- Sklep internetowy (Übersetzung: Jolanta Jarmołowicz) in Młodzi Węgrzy online, antologia sztuk teatralnych. Adit Art, Warschau, Polen 2013[17]
- Babett kłamie (Übersetzung: Jolanta Jarmołowicz) in Nowe Sztuki dla Dzieci i Młodzieży, Zeszyt 36 Centrum Sztuki Diecka w Poznaniu, Posen, Polen 2014[18]

### Auf Ungarisch
- 5 dráma (Theaterstücke) Budapest, 1989
- Lili Hofberg (ein Theaterstück) Madách Színház, Budapest, 1990
- Haszonvágy (zwei Theaterstücke) Budapest, 1999[19]
- Vörös bál (ein Theaterstück) in A világ és a vége. Drámák. Subotica, Serbien 2008
- Kurzgeschichten in den jährlichen Körkép-Anthologien seit 2014 (Die besten Kurzgeschichten des Jahres, Magvető Verlag, Budapest)

## Auszeichnungen
- Attila-József-Preis 2008